# 49-я отдельная бригада оперативного назначения
49-я отдельная бригада оперативного назначения — тактическое соединение Войск национальной гвардии Российской Федерации.
Условное наименование — Войсковая часть № 3748 (в/ч 3748). Сокращённое наименование — 49 оброн.
Дислоцируется в городе Владикавказ в республике Северная Осетия.

## История
Ведёт историю от 99-й дивизии оперативного назначения внутренних войск МВД России.
Бригада принимала участие в наступлении на Харьков в ходе вторжения России на Украину, в основном, силами 121-го полка оперативного назначения. Части бригады понесли потери, после чего около 500 военнослужащих отказались от участия во вторжении.
Военнослужащие 121-го полка упоминались как массово отказавшиеся от участия во вторжении, позднее были уволены и оспаривали увольнение в суде

## Состав
- 121-й полк оперативного назначения, в/ч 3723 (Кабардино-Балкарская Республика, г. Нальчик-20, пос. Звездный).
- 674-й полк оперативного назначения, в/ч 3737 (Республика Северная Осетия-Алания, г. Моздок).
- 126-й полк внутренних войск, в/ч 3718 (Республика Ингушетия, г. Назрань).
- 1-й специальный моторизованный батальон, в/ч 7427 (г. Кисловодск).
- 17-й отряд специального назначения «Авангард» (бывш. «Эдельвейс»), в/ч 6762 (г. Минеральные Воды).
- 383-й отдельный батальон оперативного назначения, в/ч 3724 (г. Владикавказ, п. (Карца).
- 362-й отдельный батальон оперативного назначения, в/ч 3754 (п. Чермен).
- 242-й отдельный разведывательный батальон, в/ч 3772 (г. Зеленокумск).
- 243-й отдельный батальон связи, в/ч 3773 (Владикавказ).
- 247-й отдельный ремонтно-восстановительный батальон, в/ч 3774 (Краснодар).
- 255-й отдельный батальон материального обеспечения, в/ч 3785 (Владикавказ).
- 343-й отдельный батальон материального обеспечения, в/ч 6770 (Республика Северная Осетия-Алания, г. Моздок).
- 261-й отдельный медико-санитарный батальон, в/ч 3791.
- 281-й отдельный инженерно-саперный батальон, в/ч 5588 (г. Зеленокумск).[6]

## Отличившиеся воины
- старший лейтенант Семёнов, Дмитрий Владимирович[7]
- лейтенант Григоревский, Михаил Валерьевич[7]
- рядовой Ермаков, Вадим Константинович[7]